# Olympische Sommerspiele 2024/Teilnehmer (Bahamas)
| Gelbes Symbol für Goldmedaillen mit stilisierten Olympischen Ringen | Graues Symbol für Silbermedaillen mit stilisierten Olympischen Ringen | Braundes Symbol für Bronzemedaillen mit stilisierten Olympischen Ringen |
| ------------------------------------------------------------------- | --------------------------------------------------------------------- | ----------------------------------------------------------------------- |
| —                                                                   | —                                                                     | —                                                                       |

Die Bahamas nahmen an den Olympischen Spielen 2024 vom 26. Juli bis zum 11. August 2024 in Paris teil. Es war die insgesamt 18. Teilnahme an Olympischen Sommerspielen.

## Teilnehmer nach Sportarten

### Leichtathletik
Sieben Leichtathleten von den Bahamas hatten die Olympianormen des Weltverbandes erreicht. Zudem qualifizierte sich die 4 × 400-m-Mixed-Staffel über die World Athletics Relays 2024, die in Nassau auf heimischer Bahn stattfanden.
Laufen und Gehen
| Athleten                                                   | Wettbewerb   | Vorlauf     | Vorlauf | Hoffnungslauf | Hoffnungslauf | Halbfinale    | Halbfinale    | Finale        | Finale        | Rang          |
| Athleten                                                   | Wettbewerb   | Zeit        | Rang    | Zeit          | Rang          | Zeit          | Rang          | Zeit          | Rang          | Rang          |
| ---------------------------------------------------------- | ------------ | ----------- | ------- | ------------- | ------------- | ------------- | ------------- | ------------- | ------------- | ------------- |
| Frauen                                                     |              |             |         |               |               |               |               |               |               |               |
| Shaunae Miller-Uibo                                        | 400 m        | 2:29,29 min | 7       | 53,50 s       | 7             | ausgeschieden | ausgeschieden | ausgeschieden | ausgeschieden | ausgeschieden |
| Denisha Cartwright                                         | 100 m Hürden | 12,89 s     | 4       | 13,45 s       | 7             | ausgeschieden | ausgeschieden | ausgeschieden | ausgeschieden | ausgeschieden |
| Devynne Charlton                                           | 100 m Hürden | 12,71 s     | 2       | —             | —             | 12,50 s       | 2             | 12,56 s       | 6             | 6             |
| Charisma Taylor                                            | 100 m Hürden | 12,78 s     | 4       | —             | —             | 12,63 s       | 3             | ausgeschieden | ausgeschieden | ausgeschieden |
| Männer                                                     |              |             |         |               |               |               |               |               |               |               |
| Terrence Jones                                             | 100 m        | 10,31 s     | 6       | —             | —             | ausgeschieden | ausgeschieden | ausgeschieden | ausgeschieden | ausgeschieden |
| Wanya McCoy                                                | 100 m        | 10,24 s     | 5       | —             | —             | ausgeschieden | ausgeschieden | ausgeschieden | ausgeschieden | ausgeschieden |
| Ian Kerr                                                   | 200 m        | 20,53 s     | 5       | 20,60 s       | 3             | ausgeschieden | ausgeschieden | ausgeschieden | ausgeschieden | ausgeschieden |
| Wanya McCoy                                                | 200 m        | 20,35 s     | 2       | —             | —             | 20,61 s       | 5             | ausgeschieden | ausgeschieden | ausgeschieden |
| Steven Gardiner                                            | 400 m        | DNS         | DNS     | ausgeschieden | ausgeschieden | ausgeschieden | ausgeschieden | ausgeschieden | ausgeschieden | ausgeschieden |
| Antoine Andrews                                            | 110 m Hürden | 13,43 s     | 2       | —             | —             | 13,43 s       | 8             | ausgeschieden | ausgeschieden | ausgeschieden |
| Mixed                                                      |              |             |         |               |               |               |               |               |               |               |
| Wendell Miller Quincy Penn Alonzo Russell Javonya Valcourt | 4 × 400 m    | 3:14,58 min | 8       | —             | —             | —             | —             | ausgeschieden | ausgeschieden | ausgeschieden |

Springen und Werfen
| Athleten        | Wettbewerb | Qualifikation | Qualifikation | Finale        | Finale        | Rang |
| Athleten        | Wettbewerb | Weite/Höhe    | Rang          | Weite/Höhe    | Rang          | Rang |
| --------------- | ---------- | ------------- | ------------- | ------------- | ------------- | ---- |
| Frauen          |            |               |               |               |               |      |
| Charisma Taylor | Dreisprung | 14,01 m       | 15            | ausgeschieden | ausgeschieden | 15   |
| Rhema Otabor    | Speerwurf  | 57,67 m       | 27            | ausgeschieden | ausgeschieden | 27   |
| Männer          |            |               |               |               |               |      |
| Donald Thomas   | Hochsprung | ogV           | ogV           | ausgeschieden | ausgeschieden | —    |

Mehrkampf 
| Athleten     | 100 m   | 100 m | Weitsprung | Weitsprung | Kugelstoßen | Kugelstoßen | Hochsprung | Hochsprung | 400 m   | 400 m | 110 m Hürden | 110 m Hürden | Diskuswurf | Diskuswurf | Stabhochsprung | Stabhochsprung | Speerwurf | Speerwurf | 1500 m      | 1500 m | Punkte | Rang |
| Athleten     | Zeit    | Pkte. | Weite      | Pkte.      | Weite       | Pkte.       | Höhe       | Pkte.      | Zeit    | Pkte. | Zeit         | Pkte.        | Weite      | Pkte.      | Höhe           | Pkte.          | Weite     | Pkte.     | Zeit        | Pkte.  | Punkte | Rang |
| ------------ | ------- | ----- | ---------- | ---------- | ----------- | ----------- | ---------- | ---------- | ------- | ----- | ------------ | ------------ | ---------- | ---------- | -------------- | -------------- | --------- | --------- | ----------- | ------ | ------ | ---- |
| Zehnkampf    |         |       |            |            |             |             |            |            |         |       |              |              |            |            |                |                |           |           |             |        |        |      |
| Ken Mullings | 10,60 s | 952   | 7,36 m     | 900        | 14,19 m     | 740         | 2,02 m     | 822        | 49,43 s | 841   | 13,70 s      | 1014         | 46,07 m    | 789        | 4,80 m         | 849            | 59,83 m   | 735       | 4:55,84 min | 584    | 8226   | 13   |

### Schwimmen
| Athleten        | Wettbewerb     | Vorlauf | Vorlauf | Halbfinale    | Halbfinale    | Finale        | Finale        | Rang |
| Athleten        | Wettbewerb     | Zeit    | Rang    | Zeit          | Rang          | Zeit          | Rang          | Rang |
| --------------- | -------------- | ------- | ------- | ------------- | ------------- | ------------- | ------------- | ---- |
| Frauen          |                |         |         |               |               |               |               |      |
| Rhanishka Gibbs | 50 m Freistil  | 26,27 s | 31      | ausgeschieden | ausgeschieden | ausgeschieden | ausgeschieden | 31   |
| Männer          |                |         |         |               |               |               |               |      |
| Lamar Taylor    | 100 m Freistil | 48,84 s | 26      | ausgeschieden | ausgeschieden | ausgeschieden | ausgeschieden | 26   |